# Fäktning vid olympiska sommarspelen 2004

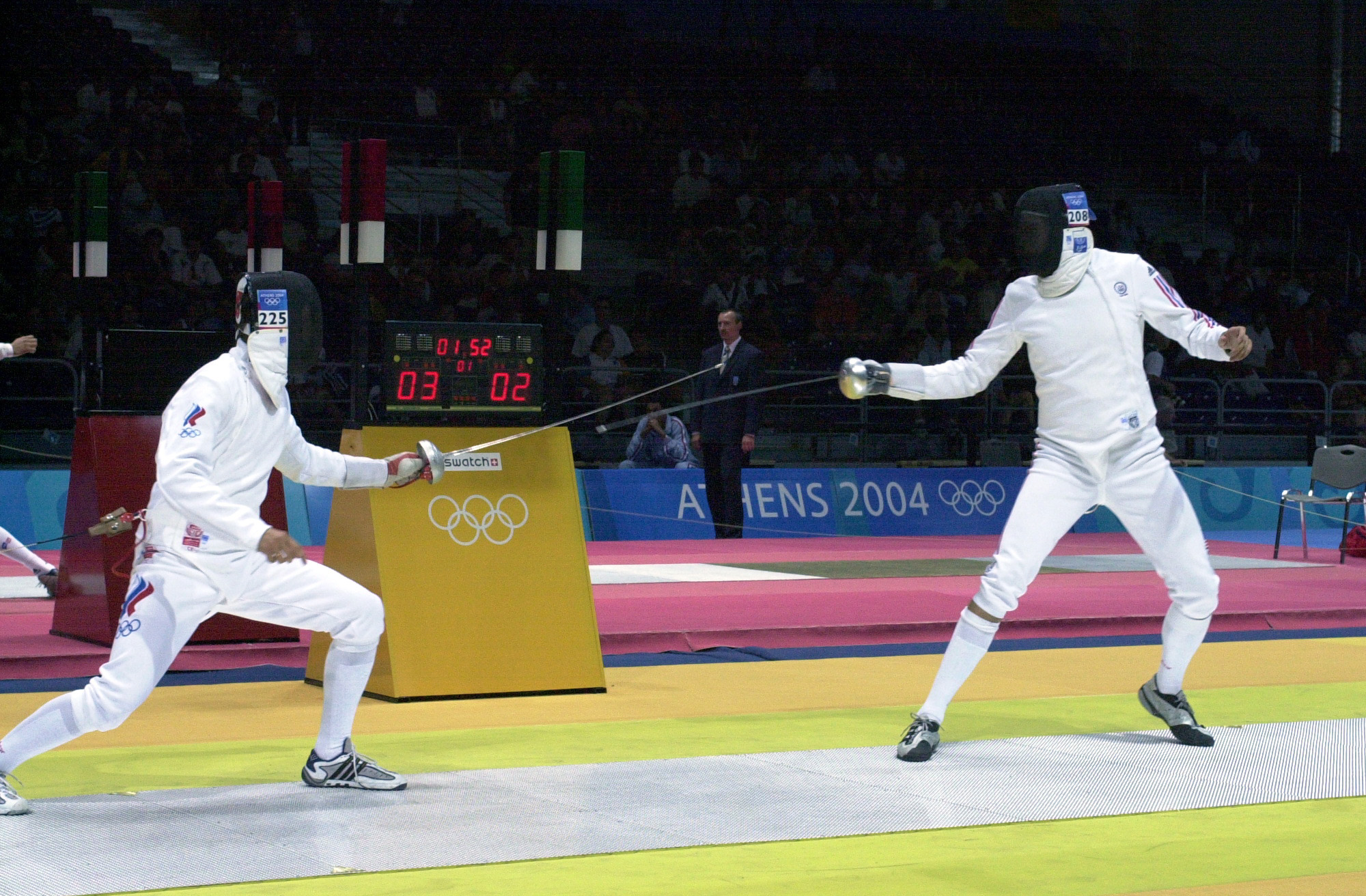
Ryska Igor Tourchine och amerikanska Weston Kelsey om andraplatsen i herrarnas individuella Épée i Helliniko Fencing Hall den 17 augusti 2004.

Fäktningen vid Olympiska sommarspelen 2004 avgjordes i Fencing Hall i Helliniko Olympic Complex, Aten. Det tävlades i florett, värja och sabel.

## Medaljtabell
| Pl. | Nation    | Guld | Silver | Brons | Totalt |
| --- | --------- | ---- | ------ | ----- | ------ |
| 1   | Italien   | 3    | 3      | 1     | 7      |
| 2   | Frankrike | 3    | 1      | 2     | 6      |
| 3   | Ungern    | 1    | 2      | 0     | 3      |
| 4   | Ryssland  | 1    | 0      | 3     | 4      |
| 5   | USA       | 1    | 0      | 1     | 2      |
| 6   | Schweiz   | 1    | 0      | 0     | 1      |
| 7   | Kina      | 0    | 3      | 0     | 3      |
| 8   | Tyskland  | 0    | 1      | 1     | 2      |
| 9   | Polen     | 0    | 0      | 1     | 1      |
| 9   | Ukraina   | 0    | 0      | 1     | 1      |

## Medaljsummering
| Event                  | Guld                                                                      | Silver                                                      | Brons                                                                               |
| Herrarnas värja        | Marcel Fischer Schweiz                                                    | Wang Lei Kina                                               | Pavel Kolobkov Ryssland                                                             |
| Herrarnas värja, lag   | Frankrike Fabrice Jeannet Jérôme Jeannet Hugues Obry Érik Boisse          | Ungern Gábor Boczkó Krisztián Kulcsár Iván Kovács Géza Imre | Tyskland Sven Schmid Jörg Fiedler Daniel Strigel                                    |
| Herrarnas florett      | Brice Guyart Frankrike                                                    | Salvatore Sanzo Italien                                     | Andrea Cassarà Italien                                                              |
| Herrarnas florett, lag | Italien Andrea Cassarà Salvatore Sanzo Simone Vanni                       | Kina Dong Zhaozhi Wang Haibin Wu Hanxiong Ye Chong          | Ryssland Renal Ganejev Jurij Moltjan Ruslan Nasibulin Vjatjeslav Pozdnjakov         |
| Herrarnas sabel        | Aldo Montano Italien                                                      | Zsolt Nemcsik Ungern                                        | Vladislav Tretjak Ukraina                                                           |
| Herrarnas sabel, lag   | Frankrike Julien Pillet Damien Touya Gael Touya                           | Italien Aldo Montano Gianpiero Pastore Luigi Tarantino      | Ryssland Sergej Sjarikov Aleksej Djatjenko Stanislav Pozdnjakov Aleksej Jakimenko   |
| Damernas värja         | Tímea Nagy Ungern                                                         | Laura Flessel-Colovic Frankrike                             | Maureen Nisima Frankrike                                                            |
| Damernas värja, lag    | Ryssland Karina Aznavurjan Oksana Jermakova Tatjana Logunova Anna Sivkova | Tyskland Claudia Bokel Imke Duplitzer Britta Heidemann      | Frankrike Sarah Daninthe Laura Flessel-Colovic Hajnalka Kiraly Picot Maureen Nisima |
| Damernas florett       | Valentina Vezzali Italien                                                 | Giovanna Trillini Italien                                   | Sylwia Gruchała Polen                                                               |
| Damernas sabel         | Mariel Zagunis USA                                                        | Tan Xue Kina                                                | Sada Jacobson USA                                                                   |

## Deltagande länder
Totalt deltog 223 fäktare (129 herrar och 94 damer) från 42 nationer vid olympiska sommarspelen 2004:
| - Algeriet (7) - Argentina (1) - Australien (3) - Österrike (2) - Azerbajdzjan (1) - Belgien (1) - Belarus (2) - Brasilien (3) - Kanada (6) - Chile (1) - Kina (19) | - Colombia (1) - Kongo-Brazzaville (1) - Kuba (4) - Egypten (9) - Frankrike (19) - Tyskland (12) - Storbritannien (2) - Grekland (9) - Hongkong (3) - Ungern (15) | - Israel (1) - Italien (12) - Japan (5) - Mexiko (1) - Marocko (1) - Nederländerna (1) - Nya Zeeland (1) - Polen (3) - Portugal (1) - Rumänien (6) - Ryssland (18) | - Senegal (2) - Sydafrika (3) - Sydkorea (12) - Spanien (1) - Schweiz (1) - Thailand (2) - Tunisien (2) - Ukraina (10) - USA (15) - Venezuela (4) |